# Dapan Shan (berg i Kina, lat 28,99, long 120,53)
Dapan Shan (kinesiska: 大盘山) är ett berg i Kina. Det ligger i provinsen Zhejiang, i den östra delen av landet, omkring 140 kilometer söder om provinshuvudstaden Hangzhou. Toppen på Dapan Shan är 1 151 meter över havet, eller 52 meter över den omgivande terrängen. Bredden vid basen är 0,61 km.
Runt Dapan Shan är det ganska tätbefolkat, med 166 invånare per kvadratkilometer. Närmaste större samhälle är Anwen, 11,5 km nordväst om Dapan Shan. I omgivningarna runt Dapan Shan växer i huvudsak blandskog.
Genomsnittlig årsnederbörd är 2 402 millimeter. Den regnigaste månaden är juni, med i genomsnitt 411 mm nederbörd, och den torraste är januari, med 67 mm nederbörd.